# 张家山街道 (芜湖市)
张家山街道是中华人民共和国安徽省芜湖市镜湖区下辖的一个街道办事处。

## 行政区划
张家山街道下辖以下村级行政区划单位：
三山里社区、文化路社区、团结东路社区、邢家山社区、洗布山社区和张家山社区。